# 女性映画

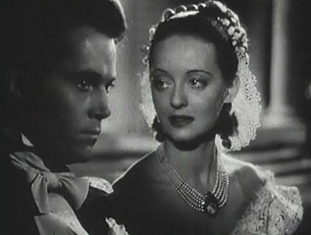
典型的な女性映画のひとつである『黒蘭の女』（1938年）。ベティ・デイヴィスとヘンリー・フォンダが主演をつとめる。デイヴィスは慣習に逆らったせいでフォンダ演じるフィアンセと社会的名声を失う南部美人を演じる。ヒロインは自己犠牲により名誉を回復する。

女性映画（じょせいえいが、英語: woman's film）は、映画ジャンルのひとつである。女性のナラティヴで女性の主人公を有し、女性客にアピールするよう作られたものを指す。女性映画は通常、家庭生活や家族、母親としての生き方、自己犠牲、ロマンスをめぐる問題など「女性の関心事」とされるものを描く。こうした映画はサイレント映画の時代から1950年代、あるいは1960年代初め頃までしばしば作られていたが、最も人気があったのは1930年代から1940年代頃であり、第二次世界大戦の時期に絶頂期を迎えた。ハリウッドは20世紀後半になっても伝統的な女性映画の要素を持つ映画を作り続けていたが、アメリカにおいて"woman's film"という単語自体は1960年代頃からそれほど使われなくなっていった。 ジョージ・キューカー、ダグラス・サーク、マックス・オフュルス、ジョセフ・フォン・スタンバーグなどの映画監督の作品が女性映画のジャンルに含まれる作品としてしばしばあげられる。ジョーン・クロフォード、ベティ・デイヴィス、バーバラ・スタンウィックなどがこのジャンルで最も活躍したハリウッドスターであった。
このジャンルのはじまりはD・W・グリフィスのサイレント映画にまで遡る。映画史研究者や批評家は回顧的にこのジャンルとそこに含まれる正典と考えられる作品を定義するようになった。1980年代に「女性映画」というジャンルが批評における概念として確立するまでは、多くの古典的女性映画は「メロドラマ」と呼ばれることが多かった。
女性映画はおおむね男性の脚本家や映画監督により女性向けに作られた映画であり、女性によって作られた映画とは異なる。

## 定義
女性映画がまだ作られはじめたばかりの頃は、完全に独立したジャンルとは見なされていなかった。例えばメアリ・アン・ドーンは、メロドラマ、フィルム・ノワール、ゴシック映画、ホラー映画といった多数のジャンルを横断するもので、こうした他ジャンルから多くの要素を取り込んでいるため、女性映画は「純粋なジャンル」ではないと主張している。同様に、映画研究者のスコット・シモンは女性映画は存在自体が疑問に付されるほど「つかみどころのない」ものだと論じている。シモンによると、このつかみどころのなさは女性映画が西部劇やギャング映画といった男性中心的ジャンルに対置されるものとしてのみ定義されうる対抗的なジャンルであるという事実によるところもある。現在、女性映画と見なされている作品じたいが作られた時代においては女性映画というジャンル映画の意識が薄く、むしろ後になって回顧的な視点から定義されたジャンルであることもあり、女性映画というジャンルは興行的要因よりはむしろ批評的要因によって作られたものであることも指摘されている。女性映画を描写するために通常使われる他の言葉としては「ドラマ」「ロマンス」「恋愛もの」「コメディ・ドラマ」「ソープオペラ」などがある。1980年代に女性映画がジャンルとして確立された。しかしながら映画研究者のジャスティーン・アシュビーは、イギリス映画において女性映画が「一般的な名称で覆い隠されてしまう現象」がトレンドとして存在すると考えている。イギリス映画においては、これにより女性映画の基本的な方針を全て守っているような映画でも他のジャンルに組み入れられてしまうという。例えば、Millions Like Us (1943)やTwo Thousand Women (1944)は女性映画よりは戦争映画として言及され、宣伝された。
女性映画は女性を最優先の対象としている点で他の映画ジャンルと異なる。映画史研究者のジャニーン・ベイシンガーは、女性映画の3つの目的のうち第1のものは「女性を物語世界の中心に置くこと」だと述べている。その他大部分のとくに男性向けの映画ジャンルではこの逆であり、女性と女性の関心事は小さな役しか割り振られない。ベイシンガーによると、女性映画の第2の目的は「女性の真の仕事は女性であることだというコンセプトを最終的に再確認すること」である。つまり、ロマンティックラブの理想こそが幸せを保証し、女性の望む唯一の「キャリア」だと提示することだ。ベンシンガーの議論におけるこのジャンルにおける3つめの目的は、「どれだけ小さいとしても、ある種の一時的な視覚的解放を提供することである。つまり純粋にロマンティックな愛、性的な気づき、豪奢、女性的役割の拒否などに逃避することだ 」。ベイシンガーによると、女性映画における唯一とはいえないまでも非常に重要なアクションであり、かつこのジャンルにおけるドラマの最大の源と見なせるものは、必要に迫られて選択をするということだ。ヒロインは同じくらい魅力的だが相互排他的な2つ以上の道からどれかを選んで決めねばならず、この道にはロマンティックラブかやり甲斐のある仕事か、というような選択肢が含まれる。ある道は正しく、映画全体の道徳に照らして正しいが、他の道は解放につながるもののまちがっているとされる。映画のヒロインは誤った道を選んで罰を受け、究極的には妥協して女性、妻、母という役割を選ぶ。このためベンシンガーは、女性映画は「巧みに自己矛盾を起こして」おり、「ほとんど解放の無い小さな勝利か、あるいは大きな解放と大きな勝利すら提供する一方、女性の現状をあっさりと是認しなおす」働きをすると述べる。

## 特徴
戸外で撮影されることも多い男性中心の映画と異なり、女性映画の大部分は家庭内を舞台にしている。これにより女性主人公の人生と役割が規定される。女性映画で起こる結婚式、プロム、出産といった出来事がもともと社会化の中で起こる一連の出来後である一方、 男性映画におけるアクションは犯罪者を追ったり、ケンカをするなど、物語を推し進める働きを主とするものである。
女性映画と男性向けの映画のテーマはしばしば正反対である。女性映画では愛する者と引き離されることへの怖れや感情の強調、人間同士の愛着などがテーマである一方、男性向けの映画では親密になることへの怖れ、抑圧された感情、独立した個人であることなどがテーマになる。女性映画におけるプロットのコンヴェンションは三角関係、未婚で母になること、不倫関係、母と娘の関係などいくつかの基本的テーマをめぐって動くようなものである。ナラティヴのパターンはヒロインがどういう行動をとるかに拠っており、通常は犠牲、苦悩、選択、競争などを含む。母もののメロドラマやキャリアのある女性が出てくるコメディ、疑いや不信に基づく女性のパラノイアを扱った映画などがサブジャンルとして最も隆盛している。女性の狂気、鬱病、ヒステリー、記憶喪失などは1940年代ハリウッドの女性映画によく出てくるプロット要素であった。このトレンドはハリウッドが精神分析を組み込もうとしていた時期のものである。『情熱の航路』(1942)、『失われた心』(1947)、『ジョニー・ベリンダ』(1948)などの映画における医学的言説においては、精神の健康は美しさ、精神の病は身なりにかまわないことにより視覚的に表現された。女性同士の友情は非常によくあるテーマであった。しかしながらこのテーマの扱いは表層的なもので、女性同士の友情よりも女性の男性に対する献身や男女関係に焦点があてられた。

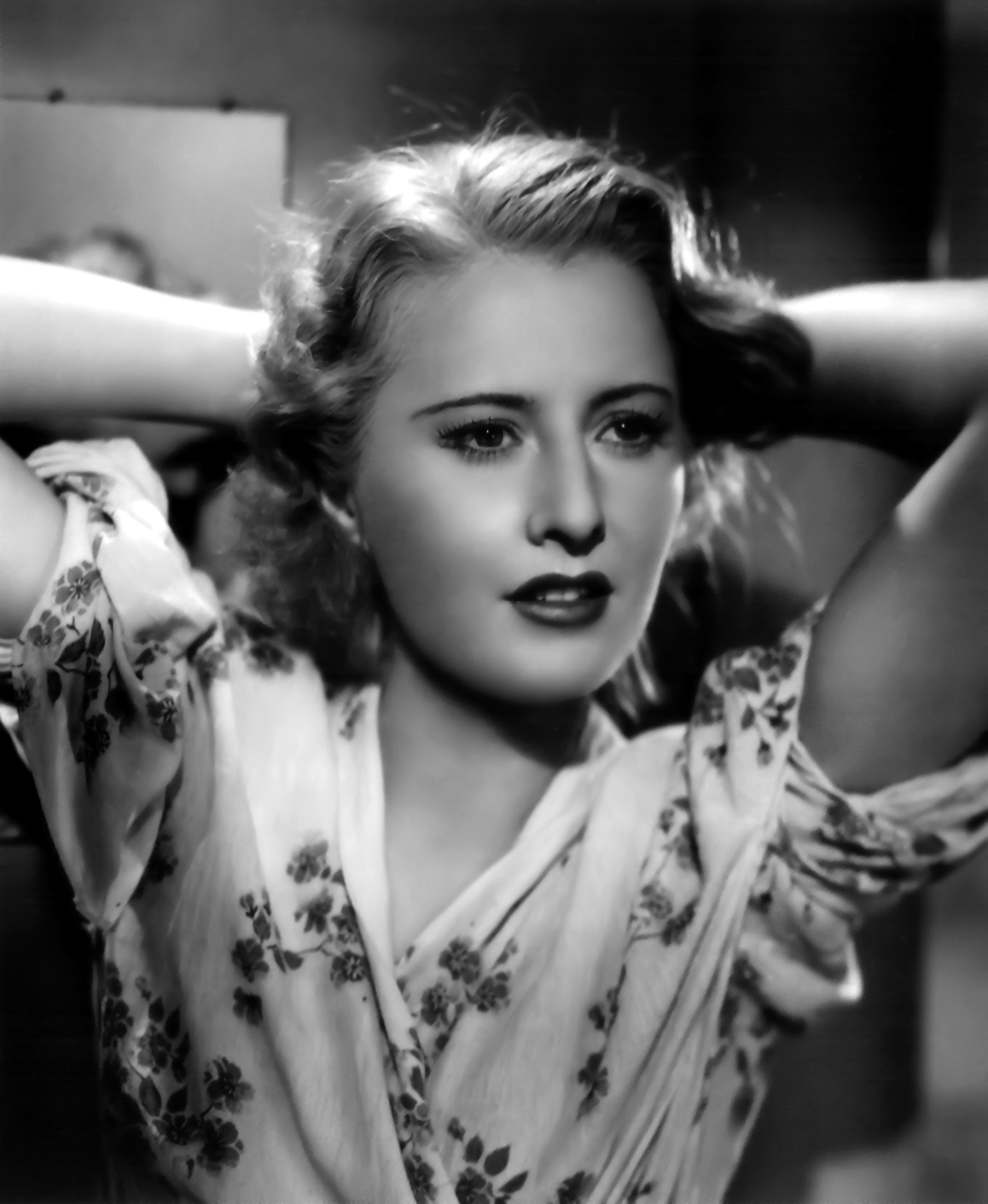
キング・ヴィダーの『ステラ・ダラス』(1937)。バーバラ・スタンウィックが労働者階級出身の母を演じ、娘を上流階級の一員にするため自分を犠牲にして娘とのつながりを絶つ。

1930年代、世界恐慌の間の女性映画は階級問題や経済的なサバイバルを主題として強く打ち出していたが、これに対して1940年代の女性映画では主人公が中流階級か上流階級の出身で、キャラクターの感情的・性的・心理的経験により重きを置いていた。
女性主人公は良い人物として描かれることもあれば、悪い人物として描かれることもある。ハスケルは女性映画にとくによく登場する3種類の女性を並外れた女性、普通の女性、「並外れた者になる普通の女性」 に区分している。並外れた女性は『風と共に去りぬ』のスカーレット・オハラや『黒蘭の女』でイゼベルに喩えられるジュリーなどのキャラクターであり、ともに並外れた女優であるヴィヴィアン・リーとベティ・デイヴィスが演じた。こうした女性たちは独立心が強く、解放され、自らの性的アイデンティティの限界を超える「女性のなかの貴族」である。対照的に普通の女性はそれぞれの社会の掟に縛られているが、これは彼女たちにとって決まりを破るには選択の幅が狭すぎるからである。並外れた者になる普通の女性は「最初のうち差別的な状況の犠牲者であるが、苦痛、執念、抵抗を通してのし上がり、自らの運命の女主人になる 」。映画が戴くヒロインのタイプに拠り、作品は社会的に保守的にもなれば進歩的にもなる。頼りない夫、夫や恋人以外にヒロインが交際をする別の男性、女性の競争相手、頼れる友人(たいていは年上の女性)、しばしば年上で主人公に安全と安楽を提供するが性的な要求はしてこない無性的な男性といったある種のアーキタイプ的なキャラクターは多数の女性映画に登場する。
ハリウッドの女性映画における一般的なモチーフとしてドッペルゲンガー的姉妹(同じひとりの女優が演じることもよくある)があり、片方は良い女性だがもう片方は悪い女性でひとりの男性をめぐって争う。『盗まれた青春』(1946)ではベティ・デイヴィスが、『暗い鏡』(1946)ではオリヴィア・デ・ハヴィランドがこうしたキャラクターを一人二役で演じた。良い女性は受動的で優しく、感情的でアセクシャルである一方、悪い女性ははっきりものを言い、知的でエロティックである。こうした2人の衝突は悪い女性の敗北によって解決される。
1980年代イギリスの女性映画におけるモチーフは逃走である。女性映画の中で、それぞれの女性主人公は日常生活と社会的・性的に規定された役割から逃げだす。逃走の形としては、ソビエト連邦に行く『リヴァプールからの手紙』(1985)やギリシャに赴く『旅する女 シャーリー・バレンタイン』(1989)など別の場所に旅をするというものがある一方、『リタと大学教授』(1983)のように教育を受けるもの、『あなたがいたら/少女リンダ』 (1987)のように性的なイニシエーションが起こるものなどもある。

## 歴史
このジャンルのはじまりはD・W・グリフィスにまでさかのぼることができる。グリフィスは1巻もののA Flash of Light (1910)や2巻もののHer Awakening (1911)などで、のちに多くの女性映画を特徴づけることになる抑圧と抵抗のおなじみのナラティヴを編み出した。女性映画ジャンルの他の先駆者としては、『拳骨』(別名『エレーヌの勲功』、1914)や『ロッキー山のルス』(1920)など、女性を中心にした連続活劇映画もある。
女性映画ジャンルの作品は1930年代から1940年代にとくに人気があり、第二次世界大戦中に絶頂期を迎えた。この時期の映画産業は女性が映画観客の大多数を占めていると考えていたため、こうした映画に経済的な面から関心を示していた。この認識のとおり、多くの女性映画は評判の良いプロダクションであり、最高のスターや監督を惹きつけていた。ジャンルが全体として映画産業の中で高く評価されていたと考える映画研究者もいる。一方で、"woman's film"という言葉とジャンルは軽蔑的に見なされており、ある種の映画をけなすために批評家が使っていたと論じる研究者もいる。
1950年代、メロドラマが男性中心になり、テレビにソープオペラが出現するにつれて、女性映画の制作は落ち込んでいった。ハリウッドは20世紀後半になっても伝統的な女性映画の特徴や関心を含んだ映画を作り続けていたが、アメリカにおいて"woman's film"という単語自体は1960年代頃からそれほど使われなくなっていった。
1970年代初めにこのジャンルのリバイバルが起こった。新しい社会的規範に留意してアップデートされた、古典的な女性映画の現代版を作る試みとしては、マーティン・スコセッシの『アリスの恋』(1978)、ポール・マザースキーの『結婚しない女』 (1978)、ゲイリー・マーシャルの『フォエバー・フレンズ』(1988)、ジョン・アヴネットの『フライド・グリーン・トマト』(1991)などがある。同様に2002年の『めぐりあう時間たち』や『エデンより彼方に』のような映画も女性映画の例に倣っている。女性映画の要素は現代のホラー映画のジャンルにも再び現れている。ブライアン・デ・パルマの『キャリー』(1976)やリドリー・スコットの『エイリアン』(1979)のような映画は伝統的な女性らしさの表現をひっくり返し、伝統的な結婚のプロットに従うことを拒んでいる。こうした映画の女性主人公はロマンティックラブとは異なるものに突き動かされている。
イギリス映画においては、デヴィッド・リーランドが『スカートの翼広げて』(1998)で1980年代の女性映画の定型を再訪している。この映画は第二次世界大戦を舞台に若い3人の女性の物語を語るもので、ヒロインたちはかつての人生から逃走する機会を与えられる。『ベッカムに恋して』(2002)は女性同士の友情というキーになる一般的なテーマを強調し、ヒロインを伝統的なシク教の教育による抑圧とサッカー選手になりたいという気持ちの間で葛藤する存在として描いている。リン・ラムジーの『モーヴァン』(2002)は女性映画の伝統にもとづいている。若い女性がスペインに逃走し、ボーイフレンドが書いた小説の著者のふりをする。モーヴァンは旅と変身によって解放される一方、始めたところで結末を迎えることになる。

## 評価
ジャニーン・ベイシンガーは女性映画はしばしば伝統的な価値観を強化してきたとして批判されていると述べている。この価値観の最たるものが、女性は愛し、結婚し、母になることによってのみ幸福を見つけられるという考えである。しかしながらベイシンガーはこうした映画が「巧妙に転覆的」だったと述べている。こうした女性映画は、女性はキャリアと幸福な家庭生活を両立できないとほのめかす一方、家庭外の世界を女性たちに垣間見せる機会をも与えた。こうした世界では女性たちは結婚、家事、子育てのために自立を犠牲にしない。こうした映画はジャーナリスト、パイロット、会社社長、レストラン経営者などキャリアで成功した女性たちを描いていた。同様に、シモンもこのジャンルでは抑圧と解放が混在しており、抑圧的なナラティヴが常に疑問を投げかけられていると評している。このナラティヴに対する異議申し立ては、ある程度はミザンセーヌや演技を通して行われているが、またナラティヴ自身のうちにある葛藤によっても引き起こされている。さらにシモンはこうした抵抗は最初期の女性映画にも見受けられるものであり、ダグラス・サークが戦後アメリカで作った女性映画では常に登場すると述べている。しかしながら、こうした映画のナラティヴは抑圧的な見通しを提示するだけで、鑑賞者が解放につながるメッセージを見つけるには「流れに逆らう」テクスト読解をしなければならないと論じる者もいる。ハスケルは、男性同士の人間関係に焦点をあてた映画が「男性映画」と呼ばれることは決してなく、「心理劇」などと呼ばれる非対称なあり方に注意を促し、「女性映画」という言葉自体を批判している。
女性映画の中には高い評価を得たものもある。アメリカ国立フィルム登録簿に「文化的、歴史的、芸術的に重要」な作品として登録され、保存のために選出された女性映画としては、『或る夜の出来事』(1934)、『模倣の人生』(1934)、『黒蘭の女』(1938)、『風と共に去りぬ』(1939)、『ザ・ウィメン』(1939)、『レディ・イヴ』(1941)、『情熱の航路』(1942)、『ミルドレッド・ピアース』(1945)、『忘れじの面影』(1948)、『アダム氏とマダム』(1949)、『イヴの総て』(1950)、『天はすべて許し給う』(1955)などがある。